# Georg Weijmar

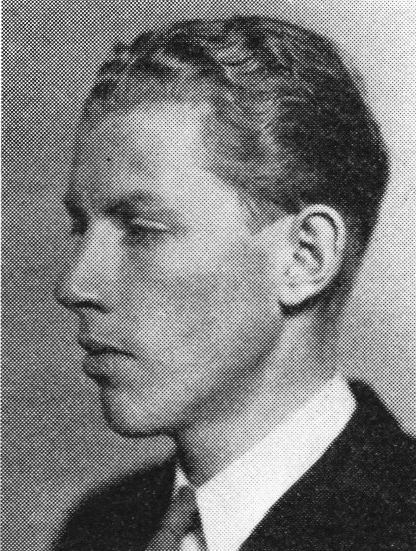
Georg Weijmar

Georg Assar Björn Weijmar, född 4 december 1916 i Stockholm, död där 8 juli 1998, var en svensk ingenjör och arkitekt.
Weijmar började 1931 som springpojke på Ivar Tengboms arkitektkontor, där han senare blev elev och ritare. Han utexaminerades från Stockholms Tekniska Institut 1943 och tjänstgjorde därefter som byggnadsingenjör hos Tengbom. Han deltog även i kvällspraktik hos arkitekterna Hermann Imhäuser och Carl Grandinson och var från 1952 verksam och delägare i Carlstedt Arkitektkontor. Han var även verksam som besiktningsman i Lycksele och Skellefteå.
Weijmar var hos Tengbom ansvarig för restaurering av Nynäs gård, restaurering av villorna på Kantongatan i Drottningholm samt ombyggnad av elstation till ateljé, villa i Karlstad för disponent Christian Storjohann, ombyggnad och kontroll på Danvikshem, nybyggnader och ombyggnad av Sachska barnsjukhuset, ombyggnad och nybyggnad av Stockholms telegrafstation. Han ritade privat villor i Täby, Örby och Tyresö, hyreshus i Södertälje och radhusområde i Vårsta, Tumba. På Carlstedt arkitektkontor ritade han bland annat sjukhus, vårdcentraler, skolor, daghem, varuhus och butiker. Han vann 1952, tillsammans med Carl-Gustaf Carlstedt och Sören Malm, första pris i en arkitekttävling om lasarett i Lycksele, utfört 1957–1962.